# Leichtathletik-Weltmeisterschaften 2022/Teilnehmer (Französisch-Polynesien)
| Gelbes Symbol für Goldmedaillen mit stilisierten Olympischen Ringen | Graues Symbol für Silbermedaillen mit stilisierten Olympischen Ringen | Braundes Symbol für Bronzemedaillen mit stilisierten Olympischen Ringen |
| ------------------------------------------------------------------- | --------------------------------------------------------------------- | ----------------------------------------------------------------------- |
| ––                                                                  | –                                                                     | —                                                                       |

Der Leichtathletikverband von Französisch-Polynesien hat für die Leichtathletik-Weltmeisterschaften 2022 in Oregon eine Sportlerin gemeldet.

## Ergebnisse

### Frauen

#### Laufdisziplinen
| Athlet             | Disziplin | Vorlauf    | Vorlauf | Halbfinale | Halbfinale | Finale | Finale |
| Athlet             | Disziplin | Zeit       | Platz   | Zeit       | Platz      | Zeit   | Platz  |
| ------------------ | --------- | ---------- | ------- | ---------- | ---------- | ------ | ------ |
| Hereiti Bernardino | 100 m     | 12,90 s SB | 45      | DNQ        | DNQ        | -      | -      |

## Einzelnachweis
1. ↑  100 m Women